# Mary Alden
Mary Alden, właśc. Mary Maguire Alden (ur. 18 lipca 1883 w Nowym Jorku, zm. 2 lipca 1946 w Los Angeles) – amerykańska aktorka filmowa, której kariera rozpoczęła się w czasach kina niemego.

## Filmografia
Mary Alden, na przestrzeni ćwierćwiecza, wystąpiła łącznie w około 120 filmach fabularnych (długo- i krótkometrażowych).

### Filmy pełnometrażowe
- 1914: The Battle of the Sexes (czas: 50') jako żona Franka Andrewsa
- 1914: Home, Sweet Home (55') jako matka
- 1915: Narodziny narodu (3.15') jako Lydia Brown, gospodyni domowa Stoneman’a
- 1915: The Outcast jako matka dziewczyny
- 1915: A Man’s Prerogative jako Elizabeth Towne
- 1915: Ghosts jako Helen Arling, zamożna dziedziczka
- 1915: The Lily and the Rose (50') jako Clara Fairfax, kuzynka
- 1916: Nietolerancja (2.43')
- 1916: Acquitted (50') jako p. Carter
- 1916: The Good Bad-Man (50') jako Jane Stuart
- 1916: Makbet (1.20') jako lady Macduff
- 1916: An Innocent Magdalene (50') jako kobieta
- 1916: Hell-to-Pay Austin (50') jako Doris Valentine
- 1916: Pillars of Society jako Lona Tonnesen
- 1916: The Narrow Path (I) jako Shirley Martin
- 1916: Less Than the Dust (1.33') jako p. Bradshaw
- 1917: The Argyle Case jako Nellie Marsh
- 1917: The Land of Promise jako Gertie Marsh
- 1918: The Naulahka (1.00') jako matka księcia
- 1918: The Narrow Path (II – 50') jako Margaret Dunn
- 1919: Common Clay (1.10') jako p. Neal
- 1919: The Unpardonable Sin (1.30') jako p. Parcot
- 1919: The Broken Butterfly (59') jako Zabie Elliot
- 1919: Erstwhile Susan jako tytułowa bohaterka
- 1920: The Inferior Sex (50') jako Clarissa Mott-Smith
- 1920: Parted Curtains jako p. Masters
- 1920: Miss Nobody jako żona Jasona
- 1920: Milestones (1.00') jako Rose Sibley
- 1920: Honest Hutch jako p. Hutchins
- 1920: Silk Husbands and Calico Wives (52') jako Edith Beecher Kendall
- 1921: Trust Your Wife (1.08')
- 1921: The Witching Hour jako Helen Whipple
- 1921: Snowblind (1.00') jako Bella
- 1921: The Old Nest (1.20') jako p. Anthon
- 1922: Man with Two Mothers jako wdowa O’Neill
- 1922: The Hidden Woman jako p. Randolph
- 1922: A Woman’s Woman (1.20') jako Densie Plummer
- 1922: Notoriety (1.20') jako Ann Boland
- 1922: The Bond Boy (1.10') jako p. Newboat
- 1923: Has the World Gone Mad! jako p. Bell
- 1923: The Tents of Allah jako Oulaid
- 1923: The Empty Cradle jako Alice Larkin
- 1923: The Steadfast Heart (1.10') jako p. Burke
- 1923: The Eagle’s Feather jako Delia Jamiesoon
- 1923: Pleasure Mad (1.20') jako Marjorie Benton
- 1924: Painted People (1.10') jako p. Bryne
- 1924: A Fool’s Awakening (1.00') jako Myra
- 1924: When a Girl Loves (1.00') jako caryca
- 1924: Babbitt (1.20') jako p. Myra Babbitt
- 1924: The Beloved Brute (1.10') jako Augustina
- 1925: Siege (1.10') jako ciocia Augusta Ruyland
- 1925: Faint Perfume (1.00') jako mama Crumb
- 1925: The Happy Warrior (1.20') jako ciocia Maggie
- 1925: Under the Rouge (1.00') jako Martha Maynard
- 1925: The Unwritten Law (1.05') jako panna Grant
- 1925: Soiled (56') jako p. Brown
- 1925: Czas szkoły (1.13') jako p. Carver
- 1926: The Earth Woman (1.00') jako Martha Tilden, tytułowa bohaterka
- 1926: Brown z Harvardu (1.25') jako p. Brown
- 1926: Lovey Mary (1.10') jako p. Wiggs
- 1926: April Fool (1.03') jako Amelia Rosen
- 1927: The Potters (1.11') jako mama Potter
- 1927: The Joy Girl (1.10') jako p. Courage
- 1927: Twin Flappers
- 1928: Fools for Luck (1.00') jako p. Hunter
- 1928: Ladies of the Mob (1.10') jako łagodna Annie
- 1928: Kozacy (1.32') jako matka Łukaszki
- 1928: The Sawdust Paradise (1.08') jako matka
- 1928: Someone to Love (58') jako Harriet Newton
- 1929: Port of Dreams
- 1931: Zła siostra (1.08') niewymieniona w napisach
- 1931: Politics (1.13') jako p. Mary Evans
- 1932: Ostatnia cesarzowa (2.01') jako dama Nataszy
- 1932: Diabelski dom (1.12') jako Lucy Mason
- 1932: When a Feller Needs a Friend (1.14') jako p. Higgins
- 1932: Strange Interlude (1.49') jako pokojówka
- 1935: Jeszcze jedna wiosna (1.27')
- 1935: The Great Hotel Murder (1.10') jako p. Harvey
- 1936: Gentle Julia (1.02') jako ciocia
- 1936: Legion of Terror (1.03') jako obserwator wydarzeń
- 1936: Career Woman (1.16') jako kobieta z miasta
- 1937: That I May Live (1.10') jako kobieta na kempingu

### Filmy krótkometrażowe
- 1911: A Brass Button jako p. Lowden
- 1913: The Better Way jako Mary Denver, żona
- 1913: The Dividing Line jako żona
- 1913: The Grip of Jealousy jako żona
- 1913: Man and Woman jako żona Jamesa Clarka
- 1913: A Dog-Gone Baron jako reporterka prasowa
- 1913: I Should Worry jako Mary
- 1913: Love and Gold jako Mary Benson
- 1913: The Worker jako żona robotnika
- 1914: The Godfather jako dziewczyna
- 1914: The Stiletto jako żona Carla Bronte
- 1914: Cigar Butts (10')
- 1914: The Quicksands (10')
- 1914: Dad’s Outlaws jako żona szeryfa
- 1914: The Lover’s Gift jako Daphne Dore
- 1914: For the Sake of Kate jako Kate
- 1914: The Double Knot jako kochanka poszukiwacza
- 1914: Lord Chumley (40') jako Jessie, dziewczyna Butterworth’a
- 1914: The Severed Thong jako Margaret MacDonald, żona trapera
- 1914: The Weaker Strain jako Maisie
- 1914: The Vengeance of Gold jako Mary Lee
- 1914: A Red Man’s Heart jako żona indianina Dill’a
- 1914: The Second Mrs. Roebuck jako Katherine Roebuck
- 1914: The Milkfed Boy jako p. Brown, wdowa
- 1914: The Unpainted Portrait jako Marion Page
- 1914: The Wrong Prescription jako pielęgniarka
- 1914: A Woman Scorned jako p. Williams/wzgardzona kobieta
- 1914: The Little Country Mouse (11') jako gospodyni, kuzynka Dorothy
- 1914: Another Chance jako p. Mason
- 1914: The Old Maid jako inna kobieta
- 1914: In Fear of His Past jako Mary Jennings
- 1914: The Old Fisherman’s Story jako cyganka
- 1915: What Might Have Been jako Sarah, ciocia
- 1915: The Lucky Transfer jako Helen Holland
- 1915: The Slave Girl jako Sally, żółta dziewczyna
- 1915: Bred in the Bone (40')
- 1915: Her Mother’s Daughter (30') jako matka Marie
- 1922: Disposing of Mother jako p. Mansfield, matka